# Чепмен, Раффиелла
Раффиэлла Чепмен (англ. Raffiella Chapman; род. 11 октября 2007 года в Лондоне, Великобритания) — британская актриса, которая снялась во многих известных фильмах и сериалах, включая «Вселенная Стивена Хокинга», «Дом странных детей мисс Перегрин», «Тёмные начала» и «Бесконечность». Номинантка на премию Young Artist Award (2022).
Раффиэлла также сыграла главную роль Веспер в антиутопическом научно-фантастическом фильме «Эра выживания», выпущенном на экраны в 2022 году, за который получила приз на Международном кинофестивале фантастики в Пучхоне (Bucheon International Fantastic Film Festival).
Она дочь актёра Дома Чепмена и сценаристки Эмилии ди Джироламо. Помимо британского происхождения Раффиэлла имеет также итальянские и индийские корни. В свободное время актриса увлекается историей и археологией.